# 2010-es UCI-világranglista
A 2010-es UCI-világranglista a Nemzetközi Kerékpársport Szövetség (UCI - International Cycling Union) második kiírása volt 2009 óta.
A versenysorozat a Tour Down Under-rel kezdődött meg január 19-én és október 16-án ért véget a Giro di Lombardiával. Ezalatt 13 szakaszverseny és 13 egynapos verseny került megrendezésre. 2009-hez képest két új verseny került a programok közé: a Grand Prix Cycliste de Québec és a Grand Prix Cycliste de Montréal. A két kanadai versenyt ugyanis ekkor vették fel a ProTour sorozatba.
2009-hez hasonlóan a versenyek zöme a 2010-es UCI ProTour része is volt.

## Versenyek
| Időpont                      | Verseny                                | Győztes                | Csapat                | Világranglista-vezető |
| ---------------------------- | -------------------------------------- | ---------------------- | --------------------- | --------------------- |
| január 19–24.                | Tour Down Under (2010)                 | André Greipel          | Team HTC–Columbia     | André Greipel         |
| március 7–14.                | Párizs-Nizza (2010)                    | Alberto Contador       | Astana                | Luis León Sánchez     |
| március 10–16.               | Tirreno-Adriatico (2010)               | Stefano Garzelli       | Acqua & Sapone        | Luis León Sánchez     |
| március 20.                  | Milánó-San Remo (2010)                 | Óscar Freire           | Rabobank              | Luis León Sánchez     |
| március 22–28.               | Katalán körverseny (2010)              | Joaquim Rodríguez      | Katyusa               | Luis León Sánchez     |
| március 28.                  | Gent–Wevelgem (2010)                   | Bernhard Eisel         | Team HTC–Columbia     | Luis León Sánchez     |
| április 4.                   | Flandriai körverseny (2010)            | Fabian Cancellara      | Team Saxo Bank        | Luis León Sánchez     |
| április 5–10.                | Baszk körverseny (2010)                | Chris Horner           | Team RadioShack       | Luis León Sánchez     |
| április 11.                  | Párizs–Roubaix (2010)                  | Fabian Cancellara      | Team Saxo Bank        | Luis León Sánchez     |
| április 18.                  | Amstel Gold Race (2010)                | Philippe Gilbert       | Omega Pharma–Lotto    | Luis León Sánchez     |
| április 21.                  | La Flèche Wallonne (2010)              | Cadel Evans            | BMC Racing Team       | Joaquim Rodríguez     |
| április 25.                  | Liège–Bastogne–Liège (2010)            | Alekszander Vinokourov | Astana                | Philippe Gilbert      |
| április 27.–május 2.         | Tour de Romandie (2010)                | Simon Špilak           | Lampre–Farnese Vini   | Cadel Evans           |
| május 8–30.                  | Giro d’Italia (2010)                   | Ivan Basso             | Liquigas–Doimo        | Cadel Evans           |
| június 6.–június 13.         | Critérium du Dauphiné Libéré (2010)    | Janez Brajkovič        | Team RadioShack       | Cadel Evans           |
| június 12–20.                | Tour de Suisse (2010)                  | Fränk Schleck          | Team Saxo Bank        | Cadel Evans           |
| július 3–25.                 | Tour de France (2010)                  | Andy Schleck           | Team Saxo Bank        | Joaquim Rodríguez     |
| július 31.                   | Clásica San Sebastián (2010)           | Luis León Sánchez      | Caisse d'Epargne      | Joaquim Rodríguez     |
| augusztus 1–7.               | Tour de Pologne (2010)                 | Daniel Martin          | Garmin–Transitions    | Joaquim Rodríguez     |
| augusztus 15.                | Vattenfall Cyclassics (2010)           | Tyler Farrar           | Garmin–Transitions    | Joaquim Rodríguez     |
| augusztus 22.                | GP Ouest France–Plouay (2010)          | Matthew Goss           | Team HTC–Columbia     | Joaquim Rodríguez     |
| augusztus 17–24.             | Eneco Tour (2010)                      | Tony Martin            | Team HTC–Columbia     | Joaquim Rodríguez     |
| szeptember 10.               | Grand Prix Cycliste de Québec (2010)   | Thomas Voeckler        | Bbox Bouygues Telecom | Joaquim Rodríguez     |
| szeptember 12.               | Grand Prix Cycliste de Montréal (2010) | Robert Gesink          | Rabobank              | Joaquim Rodríguez     |
| augusztus 28.–szeptember 19. | Vuelta ciclista a España (2010)        | Vincenzo Nibali        | Liquigas–Doimo        | Joaquim Rodríguez     |
| október 16.                  | Giro di Lombardia (2010)               | Philippe Gilbert       | Omega Pharma–Lotto    | Joaquim Rodríguez     |

## Világranglista
Május 31-én az UCI a pontversenyt vezető Alejandro Valverde összes 2010. január 1-je után szerzett eredményét törölte doppingügyei miatt. Pontjait a Caisse d’Epargne-tól és Spanyolországtól is törölték.
| Helyezés | Versenyző         | Pontok |
| -------- | ----------------- | ------ |
| 1        | Joaquim Rodríguez | 561    |
| 2        | Philippe Gilbert  | 437    |
| 3        | Luis León Sánchez | 413    |
| 4        | Cadel Evans       | 390    |
| 5        | Vincenzo Nibali   | 390    |
| 6        | Robert Gesink     | 379    |
| 7        | Ryder Hesjedal    | 317    |
| 8        | Samuel Sánchez    | 311    |
| 9        | Andy Schleck      | 308    |
| 10       | Tyler Farrar      | 306    |

| Helyezés | Csapat             | Pontok |
| -------- | ------------------ | ------ |
| 1        | Team Saxo Bank     | 1055   |
| 2        | Liquigas–Doimo     | 1006   |
| 3        | Rabobank           | 946    |
| 4        | Katyusa            | 910    |
| 5        | Team HTC–Columbia  | 855    |
| 6        | Garmin–Transitions | 849    |
| 7        | Omega Pharma–Lotto | 784    |
| 8        | Astana             | 768    |
| 9        | Caisse d'Epargne   | 721    |
| 10       | BMC Racing Team    | 661    |

| Helyezés | Ország           | Pontok |
| -------- | ---------------- | ------ |
| 1        | Spanyolország    | 1716   |
| 2        | Olaszország      | 1201   |
| 3        | Belgium          | 992    |
| 4        | Ausztrália       | 850    |
| 5        | Egyesült Államok | 773    |
| 6        | Hollandia        | 653    |
| 7        | Németország      | 551    |
| 8        | Luxemburg        | 538    |
| 9        | Oroszország      | 483    |
| 10       | Norvégia         | 441    |